# Smion
Smion (oznaka {\displaystyle {\tilde {\mu }}\,}) je superpartner miona. Spada med sleptone, kjer so še selektron, selektronski snevtrino, smionski snevtrino, stauon in stauonski snevtrino.   